# Hyrachyus
Hyrachyus, também conhecido por rinoceronte-primitivo, é um gênero extinto de mamífero perissodáctilo que viveu na Europa no Eoceno, América do Norte e Ásia. Seus restos mortais também foram encontrados na Jamaica. É intimamente relacionado ao Lophiodon.

## Descrição
O animal de 1.5 m de comprimento era parente dos paleotérios e suspeito de ser o ancestral das antas e rinocerontes modernos. Fisicamente, seria muito semelhante às antas modernas, embora provavelmente não tivesse a probóscide característica delas. Seus dentes, no entanto, lembravam os de um rinoceronte, reforçando a ideia de seu parentesco com aquele grupo.